# 中俣真知子
中俣 真知子（なかまた まちこ、1952年3月27日 - ）は、日本の翻訳家、文筆家。

## 人物・来歴
新潟市生まれ。東京外国語大学卒業。
1988年より「朝日ウィークリー」紙で毎週、映画の解説とシナリオ対話を執筆してきた。 

## 翻訳
- 『ハノーバー・ストリート』 (モーリン・グレッグソン、ヘラルド・エンタープライズ、ヘラルド映画文庫） 1979.9
- 『わが名はレジオン』 (ロジャー・ゼラズニイ、サンリオSF文庫） 1980.11
- 『やさしい炎』 (ナンシイ・ジョン、サンリオ、シルエットロマンス） 1981.12
- 『ある愛のゆくえ』 (ディクシイ・ブラウニング、サンリオ、シルエットロマンス） 1982.1
- 『スポーツセレクション 理想のスポーツ能力開発システム』（ロバート・アーノット, チャールズ・ゲインズ共著、タッチダウン） 1985.9
- 『潮風に誘われて』 (アン・ハーリー、ハーレクイン・エンタープライズ日本支社、シルエットディザイア） 1988.5
- 『イーディ '60年代のヒロイン』（ジーン・スタイン, ジョージ・プリンプトン、青山南共訳、筑摩書房） 1989
- 『映画で歩くニューヨーク だれも知らなかった映画都市NYガイド』（リチャード・アレマン、朝日出版社） 1990.12
- 『ボブ・ホープ自伝 ギャグとジョークで綴るアメリカ50年史』（ボブ・ホープ、徳間書店） 1992.4
- 『JFK :ケネディ暗殺の真相を追って』（オリヴァー・ストーン, ザカリー・スクラー、袴塚紀子共訳、テンプリント） 1993.12
- 『ライフ オブ オードリー・ヘップバーン : A star danced』（ロビン・カーニー、キネマ旬報社） 1994.1
- 『ミハエル・シューマッハー : F1マイスターへの序走』（ティモシー・コリンズ、キネマ旬報社） 1995.6
- 『キャスパー』（リサ・ロジャニー、学習研究社） 1995.7
- 『お気をつけて、いい旅を。 異国で出会った悲しくも可笑しい51の体験』（メアリー・モリスほか、古屋美登里共訳、アスペクト） 1995.7
- 『はじめて書かれたスピルバーグの秘密』（フランク・サネッロ、学習研究社） 1996.11
- 『アフリカを歩く 大陸縦断徒歩の旅』（フィオナ・キャンベル、パルコ出版） 1996.2
- 『ジョディ・フォスターの真実』（フィリッパ・ケネディ、集英社） 1996.3
- 『サークル・オブ・フレンズ』（モーヴ・ビンキー、扶桑社ロマンス） 1996.4
- 『マット・デイモン物語 ゴールデン・ボーイの素顔』（クリステン・ブッシュ、集英社文庫） 1998.10
- 『クローン羊ドリー』（ジーナ・コラータ、アスキー） 1998.3
- 『メイキング・ムービー』（シドニー・ルメット、キネマ旬報社） 1998.9
- 『恋におちたシェイクスピア』（マーク・ノーマン, トム・ストッパード、ビー・アール・サーカス） 1999.5
- 『アンナと王様・フォトストーリー』（セシリア・ホーランド、竹書房） 2000.2
- 『考える「もの」たち MITメディア・ラボが描く未来』（ニール・ガーシェンフェルド、毎日新聞社） 2000.3
- 『The beach : シナリオ・フォト・ブック』（ジョン・ホッジ脚本、角川書店） 2000.4
- 『ブレス・ザ・チャイルド』（キャシー・キャッシュ・スペルマン、竹書房文庫） 2001.11
- 『スーパートイズ : Last all summer long』（ブライアン・オールディス、竹書房） 2001.4、のち文庫
- 『「ザ・ホワイトハウス」オフィシャル・ガイドブック』（アーロン・ソーキン、池谷律代共訳、DHC） 2002.10
- 『バート・マンロー スピードの神に恋した男』（ジョージ・ベッグ、岡山徹, 池谷律代共訳、ランダムハウス講談社） 2007.1
- 『Vivaエルヴィス』（エド・ボンジャ、田中タケル監修、ヤマハミュージックメディア） 2010.7
- 『小さな緑の世界テラリウムをつくろう』（ミシェル・インシアラーノ, ケイティ・マスロウ、ロバート・ライト写真、草思社） 2015.2